# Rathalos
Genre
Rathalos est un genre d'araignées aranéomorphes de la famille des Anyphaenidae.

## Distribution
Les espèces de ce genre sont endémiques de Chine.

## Liste des espèces
Selon World Spider Catalog (version 23.5, 04/09/2022) :
- Rathalos treecko (Lin & Li, 2021)
- Rathalos xiushanensis (Song & Zhu, 1991)

## Systématique et taxinomie
Ce genre a été décrit par Lin et Li en 2022 dans les Anyphaenidae.

## Publication originale
- Lin, Zhao, Koh & Li, 2022 : « Taxonomy notes on twenty-eight spider species (Arachnida: Araneae) from Asia. » Zoological Systematics, vol. 47, no 3, p. 198-270 (texte intégral).